# Bruno Fornaciari
Bruno Fornaciari (Sondrio, 17 ottobre 1881 – Roma, 19 giugno 1959) è stato un funzionario e politico italiano.
Fu prefetto, ministro e consigliere di Stato.

## Biografia
Nasce a Sondrio nel 1881, conseguendo una laurea in giurisprudenza che gli permette di entrare nel 1903 nella carriera amministrativa del ministero dell'interno, lavorando nelle città di Pavia e Genova.
Operò nel soccorso alle vittime del terremoto di Calabria e Sicilia del 1908, dell'epidemia colerica del 1910-11 e del terremoto della Marsica del 1915.
Grazie all'attività presso la Direzione generale , riuscì ad ottenere nel 1921 la medaglia d'argento al merito della sanità pubblica. Nel 1923 fu nominato viceprefetto di Firenze. Iscritto dal maggio del 1926 al Partito Nazionale Fascista.
Nominato prefetto e destinato a Trieste il 6 dicembre 1926. Quindi divenne direttore generale della Sanità pubblica dal giugno 1929 al marzo 1930.
Fu prefetto di Milano dal 1930 al 1935,  quello che rimase più a lungo nel ruolo di prefetto di Milano. Quindi fino al 1939 fu alla guida della direzione generale dell'amministrazione civile presso il ministero dell'interno. Posto in quescienza, si dedicò all'Associazione della Croce rossa italiana, e all'Opera nazionale per la protezione ed assistenza degli invalidi di guerra.
Con la caduta di Mussolini, è stato per pochi giorni Ministro dell'interno del Governo Badoglio I dal 25 luglio 1943 al 9 agosto 1943, quando fu sancita la soppressione del Partito nazionale fascista e del Gran Consiglio del fascismo, l'eliminazione del tribunale speciale per la difesa dello Stato e lo scioglimento della Camera dei fasci e delle corporazioni.
Nel 1948 fu nominato al consiglio di Stato e destinato alla prima sezione, fino al 1951 quando fu collocato a riposo come presidente di sezione..